# Maria de Smeth
Maria de Smeth (ur. 1903 w Schrobenhausen, zm. 31 maja 1976 w Monachium) – holenderska dziennikarka i pisarka, działaczka faszystowska, członek SS, propagandystka w służbie niemieckiej, a następnie dowódca Kobiecej Kompanii Propagandowej podczas II wojny światowej.
Urodziła się jako Maria Franziska Klein. Po ukończeniu szkoły podstawowej, a następnie średniej przeszła kurs zawodowy, po którym pracowała jako pomocnik technika rentgenologicznego w szpitalu w Monachium. W 1923 r. wyszła za mąż za Raymonda de Smetha, holenderskiego prawnika. Od 1928 r., po odejściu ze służby zdrowia, próbowała pracy jako technik filmowy w kinie, a następnie jako fotograf. W 1930 r. wstąpiła do Narodowosocjalistycznej Holenderskiej Partii Pracy (NSNAP). W tym samym roku została dziennikarzem w Wiedniu. W sierpniu 1932 r., podczas podróży statkiem wzdłuż wybrzeża Krymu, została wraz z całą załogą aresztowana przez Sowietów. Po procesie skazano ją pod zarzutem szpiegostwa na rzecz Wielkiej Brytanii i Rumunii na więzienia. W styczniu 1933 r. wypuszczono ją na wolność i deportowano do Niemiec. Wkrótce napisała książkę opisującą uwięzienie w ZSRR. Jednocześnie zaangażowała się w działalność NSDAP. W różnych miastach niemieckich prowadziła propagandowe odczyty antysowieckie. Jesienią 1933 r. wstąpiła do Deutsche Arbeitsfront (DAF). W kwietniu 1934 r. została członkiem SS. Jesienią 1936 r. z ramienia Antykominternu została wysłana na tereny Hiszpanii kontrolowane przez frankistów. Wiosną 1937 r. powróciła do Niemiec, po czym przyjęto ją do NSDAP. Po zajęciu Polski przez wojska niemieckie jesienią 1939 r., pełniła funkcję propagandystki wśród miejscowej ludności niemieckiej. Po upadku Francji latem 1940 r., tę samą funkcję pełniła w okupowanej Alzacji. Po ataku wojsk niemieckich na ZSRR 22 czerwca 1941 r., prowadziła odczyty propagandowe wśród żołnierzy niemieckich na froncie wschodnim. Na pocz. 1943 r. objęła dowództwo plutonu propagandowego w Propagandakompanie 689 stacjonującej w okupowanym Rosławlu, składającego się z 10 Rosjanek. Od września 1943 r. służyła w Propagandaabteilung Ostland/Staffel Pleskau. Od poł. 1944 r. w stopniu Sonderführera (K) dowodziła Weibliche Propaganda-Einsatz-Kompanie w składzie SS-Standarte Kurt Eggers. Wkrótce została awansowana do stopnia kapitana Wehrmachtu. W styczniu 1945 r. dowodzony przez nią oddział propagandowy został przeniesiony do Królewca. Jednocześnie M. de Smeth prowadziła szkolenia propagandowe dla kierowników partyjnych NSDAP. Na pocz. lutego tego roku kompanię przeniesiono do szkoły propagandystów ROA w Dabendorfie pod Berlinem. Pod koniec wojny M. de Smeth, która przestała być dowódcą Weibliche Propaganda-Einsatz-Kompanie, otrzymała rozkaz przejścia w Alpy, gdzie miała być tworzona tzw. reduta alpejska. Jednakże udała się do Monachium, który wkrótce został zajęty przez wojska amerykańskie. Przez pewien czas ukrywała się w obawie przed deportacją do ZSRR. W okresie powojennym została autorką książek dla dzieci. W 1965 r. napisała wspomnienia pt. „Roter Kaviar - Hauptmann Maria. Odysse einer Frau im 20. Jahrhundert”.